# الخرق (فلم وثائقي)
الخرق (بالفرنسية: La Brèche) هو فيلم وثائقي صدر عام 2007 وأخرجه عبد العزيز سيسي.

## ملخص
في مدينة سانت لويس التي بُنيت وسط دلتا نهر السنغال، من الشائع تقديم قرابين لجنيات النهر عند ولادة طفل. يُعد هذا علامة على أهمية الماء كرمز للأشخاص الذين تتميز حياتهم اليومية بالطقوس. مُنذ الثمانينيات من القرن الماضي، عرضت البنى التحتية التي أُنشئت للتحكم في حجم الدلتا نظام الدلتا البيئي للخطر، في حين أن سُكان القرى يزدادون يأسًا في ظل اللامبالاة الكاملة.

## الجوائز
- جائزة والتر بنيامين.
- مهرجان فيلم الشارع الدولي في داكار (2007).
- لقاءات سيربير السينمائية (2007).